# Graziano Paleologo
Graziano Costantino Paleologo (in greco Κωνσταντίνος Γκραίτζας Παλαιολόγος?; ... – dopo il 1461) è stato un generale bizantino.
Fu il comandante della guarnigione bizantina a Salmenico, vicino a Patrasso, durante l'invasione della Morea da parte degli Ottomani avvenuta nel 1460.

## Biografia
Discendente da un ramo oscuro della famiglia dei Paleologi, Graziano mostrò molto più valore rispetto ai suoi lontani parenti, i due fratelli Tommaso e Demetrio Paleologo, despoti di Morea. Infatti Demetrio, che contendeva al fratello il dominio sulla Morea, vedendosi sconfitto preferì fuggire e cercare l'aiuto degli ottomani, incitando il sultano turco Mehmed II a invadere la Morea; quando ciò avvenne, anche Tommaso non dimostrò maggior coraggio, fuggendo all'arrivo del nemico.
La Morea venne quindi abbandonata agli Ottomani quasi senza opposizione, visto che si combatté brevemente solo al confine, nello stretto di Corinto. Quando i turchi sfondarono quella difesa, Tommaso fuggì dapprima a Modone, poi a Corfù ed infine a Roma, lasciando al loro destino i suoi sudditi. Alla notizia della sua fuga, i soldati bizantini si arresero agli ottomani, consegnando quasi tutte le città della Morea al sultano. Solamente Graziano, con la sua guarnigione, rimase a difendere la città di Salmenico, dove avvenne l'unica, vittoriosa, resistenza degli ultimi bizantini. Mehmed II, nonostante il suo imponente esercito, non riuscì ad entrare nella città, e decise di abbandonare l'assedio, dichiarando che non valeva la pena di preoccuparsi per "una città così piccola".
Graziano tenne così il suo comando fino al luglio del 1461. In quell'anno la Repubblica di Venezia propose che la città di Salmenico passasse sotto la sua protezione, mentre Graziano sarebbe divenuto un generale della marina veneziana. Quest'ultimo, sapendo che Salmenico era rimasta l'unica città ancora bizantina, accettò. Di Graziano, l'ultimo generale bizantino rimasto fedele all'impero, non si ebbero in seguito altre notizie.